# Bempflingen
Bempflingen är en kommun och ort i Landkreis Esslingen i regionen Stuttgart i Regierungsbezirk Stuttgart i förbundslandet Baden-Württemberg i Tyskland.
Kommunen ingår i kommunalförbundet Neckartenzlingen tillsammans med kommunerna Altdorf, Altenriet, Neckartailfingen, Neckartenzlingen och Schlaitdorf.